# Re (kana)
れ in hiragana o レ in katakana è un kana giapponese che rappresenta una mora. 
La sua pronuncia è [ɺ̠e] .
| Forma                    | Rōmaji     | Hiragana                   | Katakana                   |
| ------------------------ | ---------- | -------------------------- | -------------------------- |
| Normale r- (ら行 ra-gyō) | re         | れ                         | レ                         |
| Normale r- (ら行 ra-gyō) | rei ree rē | れい, れぃ れえ, れぇ れー | レイ, レィ レエ, レェ レー |

Braille:
| ●● －－ |

## Scrittura

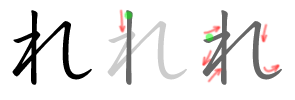
Stile di scrittura di れ

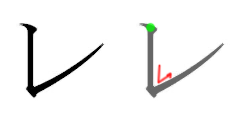
Stile di scrittura di レ